# Julia Yeomans
Julia Mary Yeomans, FRS, FInstP (15 de octubre de 1954) es una física teórica británica y académica. Es activa en los campos de materia condensada blanda y en la física biológica. Es profesora de física en la Universidad de Oxford.

## Educación
Fue educada en el Instituto de Mánchester para Niñas y en la Universidad de Oxford (Somerville College, Oxford (dónde obtuvo un Bachelor en Física en 1976) y por el Wolfson College, Oxford donde se le otorgó un DPhil en física teórica en 1979). Durante sus investigaciones del doctorando,  trabajó con Robin Stinchcombe en fenómenos críticos en modelos de spin.

## Investigaciones
Después de dos años de labor como postdoctoral investigador en Cornell Universidad con Michael E. Fisher, fue nombrada conferenciante en el Departamento de Física en la Universidad de Southampton en 1981. En 1983, se mudó a la Universidad de Oxford donde devino una profesora en 2002.
Es profesora en el Rudolf Peierls Centro para Física Teórica. Su búsqueda se concentra en modelado teórico de procesos en fluidos complejos que incluyen cristales líquidos, gotas en superficies hidrofóbicas, microcanales, así como bacterias.
Sus investigaciones están disponibles para un público más joven con el pretexto de abrigo impermeable de la naturaleza: las superficies super-repelentes al agua. Esto fue primero presentado en la Exposición de Ciencia de Verano de la Sociedad Real, 2009.

## Enseñanza
Actualmente es profesora del tercer año del curso 'Flujos, Fluctuaciones y Complejidad' 2015, en la Universidad de Oxford.

## Honores
En 2012, se le otorgó una subvención del Consejo de Investigaciones europeo para su propuesta de estudios "Microflujos en entornos complejos".
Fue elegida miembro del Instituto de Física (FInstP) en 2000. también miembro de la Sociedad Real (FRS) en 2013